# Список дипломатических и консульских представительств в Литве

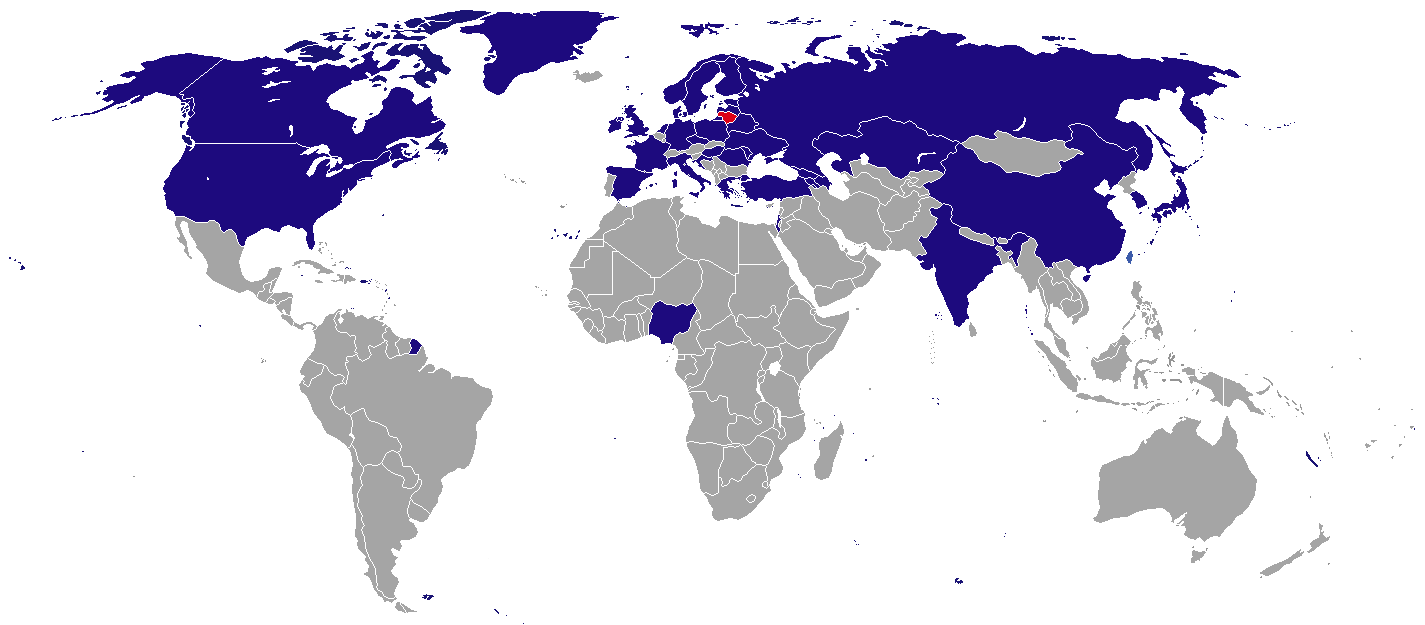
Карта стран имеющих дипломатические представительства в Литве

Это список дипломатических миссий в Литве. В столице Литвы Вильнюсе располагаются 34 посольства и один посольский офис.

## Посольства в Вильнюсе
| Государство       | Посольство                                       | Изображение | Дипломатические миссии страны                               |
| ----------------- | ------------------------------------------------ | ----------- | ----------------------------------------------------------- |
| Австрия           | Посольство Австрии в Литве                       |             | Список дипломатических миссий Австрии                       |
| Азербайджан       | Посольство Азербайджана в Литве                  |             | Список дипломатических миссий Азербайджана                  |
| Армения           | Посольство Армении в Литве                       |             | Список дипломатических миссий Армении                       |
| Беларусь          | Посольство Белоруссии в Литве                    |             | Список дипломатических миссий Белоруссии                    |
| Бельгия           | Посольство Бельгии в Литве                       |             | Список дипломатических миссий Бельгии                       |
| Ватикан           | Апостольская нунцитура в Литве                   |             | Список дипломатических миссий Ватикана                      |
| Великобритания    | Посольство Великобритании в Литве                |             | Список дипломатических миссий Великобритании                |
| Венгрия           | Посольство Венгрии в Литве                       |             | Список дипломатических миссий Венгрии                       |
| Германия          | Посольство Германии в Литве                      |             | Список дипломатических миссий Германии                      |
| Греция            | Посольство Греции в Литве                        |             | Список дипломатических миссий Греции                        |
| Грузия            | Посольство Грузии в Литве                        |             | Список дипломатических миссий Грузии                        |
| Дания             | Посольство Дании в Литве                         |             | Список дипломатических миссий Дании                         |
| Ирландия          | Посольство Ирландии в Литве                      |             | Список дипломатических миссий Ирландии                      |
| Испания           | Посольство Испании в Литве                       |             | Список дипломатических миссий Испании                       |
| Израиль           | Посольство Израиля в Литве                       |             | Список дипломатических миссий Израиля                       |
| Индия             | Посольство Индии в Литве                         |             | Список дипломатических миссий Индии                         |
| Италия            | Посольство Италии в Литве                        |             | Список дипломатических миссий Италии                        |
| Казахстан         | Посольство Казахстана в Литве                    |             | Список дипломатических миссий Казахстана                    |
| Китай             | Посольство Китайской Народной Республики в Литве |             | Список дипломатических миссий Китайской Народной Республики |
| Латвия            | Посольство Латвии в Литве                        |             | Список дипломатических миссий Латвии                        |
| Мальтийский орден | Посольство Мальтийского ордена в Литве           |             | Список дипломатических миссий Мальтийского ордена           |
| Молдова           | Посольство Молдовы в Литве                       |             | Список дипломатических миссий Молдовы                       |
| Нигерия           | Посольство Нигерии в Литве                       |             | Список дипломатических миссий Нигерии                       |
| Нидерланды        | Посольство Нидерландов в Литве                   |             | Список дипломатических миссий Нидерландов                   |
| Норвегия          | Посольство Норвегии в Литве                      |             | Список дипломатических миссий Норвегии                      |
| Польша            | Посольство Польши в Литве                        |             | Список дипломатических миссий Польши                        |
| Россия            | Посольство России в Литве                        |             | Список дипломатических миссий России                        |
| Румыния           | Посольство Румынии в Литве                       |             | Список дипломатических миссий Румынии                       |
| США               | Посольство США в Литве                           |             | Список дипломатических миссий США                           |
| Турция            | Посольство Турции в Литве                        |             | Список дипломатических миссий Турции                        |
| Украина           | Посольство Украины в Литве                       |             | Список дипломатических миссий Украины                       |
| Финляндия         | Посольство Финляндии в Литве                     |             | Список дипломатических миссий Финляндии                     |
| Франция           | Посольство Франции в Литве                       |             | Список дипломатических миссий Франции                       |
| Хорватия          | Посольство Хорватии в Литве                      |             | Список дипломатических миссий Хорватии                      |
| Чехия             | Посольство Чехии в Литве                         |             | Список дипломатических миссий Чехии                         |
| Швеция            | Посольство Швеции в Литве                        |             | Список дипломатических миссий Швеции                        |
| Эстония           | Посольство Эстонии в Литве                       |             | Список дипломатических миссий Эстонии                       |
| Япония            | Посольство Японии в Литве                        |             | Список дипломатических миссий Японии                        |

## Генеральное представительство
- Канада

## Посольства в других странах, послы которых аккредитованы в Литве
73 посольства, аккредитованных в Литве, расположены в других странах:

### ВВаршаве17 посольств
| - Албания - Алжир - Афганистан - Австралия | - Бангладеш - Вьетнам - Иран - Кипр | - Колумбия - Ливан - Северная Македония - Малайзия | - Монголия - Новая Зеландия - Сербия - Тунис | - Уругвай |

### ВКопенгагене16 посольств
| - Бенин - Боливия - Босния и Герцеговина - Бразилия | - Буркина-Фасо - Египет - Индонезия - Республика Корея | - Марокко - Пакистан - Португалия - Саудовская Аравия | - Словения - Таиланд - Чили - ЮАР |

### ВСтокгольме12 посольств
| - Австралия - Ангола - Замбия - Гватемала | - КНДР - Республика Косово - Мексика | - Сальвадор - Танзания | - Филиппины - Шри-Ланка - Эквадор |

### ВМоскве6 посольств
| - Габон - Гвинея | - Камбоджа - Кот-д’Ивуар | - Мавритания - Непал |

### ВБерлине5 посольств
| - Бурунди - Гана | - Катар | - Кувейт | - Панама |

### ВРиге4 посольств
| - Канада | - Словакия | - Узбекистан | - Швейцария |

### ВХельсинки4 посольства
| - Аргентина | - Венесуэла | - Исландия | - Перу |

### ВМинске2 посольства
| - Кыргызстан | - Сирия |

### ВОсло1 посольство
| - Коста-Рика |

### ВГааге1 посольство
| - Иордания |

### ВВаллетте1 посольство
| - Мальта |

### ВСан-Марино1 посольство
| - Сан-Марино |